# Adelaida Avagyan
Pour les articles homonymes, voir Avagyan (homonymie).
Adelaida Hovsep’i Avagyan (arménien : Ադելաիդա Հովսեփի Ավագյան, 6 avril 1924 - 12 mai 2000) est un médecin arménien, chercheuse et leader dans le domaine de la santé. Elle dirige le laboratoire Nutrition Hygiène (Nutriciology) de 1969 à 1994 à l'Institut des sciences de la nutrition et de la prévention des maladies professionnelles, à Erevan, en Arménie. Elle est l'auteure de plus de cent articles de recherche dans des revues publiées essentiellement en ex-URSS.

## Biographie

### Jeunesse
Adelaida Avagyan naît à Erevan, en République socialiste soviétique d'Arménie (URSS). Hovsep Avagyan, son père est agronome et sa mère, Marianush Vasilyan, professeure de langues. Ils ont quatre enfants :  Adelaida Avagyan, l'aînée, Desdemona, Robert et Esfira. Pendant son enfance dans la rue Chaikovshi à Erevan, Adelaida s'investit beaucoup dans les soins quotidiens à prodiguer à chacun, devenant ainsi un modèle pour ses frères et sœurs.
Sa mère, très attentive à la qualité de l’éducation, encourage l’apprentissage des langues étrangères et l'acquisition de connaissances scientifiques. Son père estime quant  à lui que chaque enfant doit avoir la possibilité de développer ses talents et ses dons. Le couple Avagyan fait tout pour que leurs enfants reçoivent l'éducation la plus complète. Ainsi, ceux-ci étudient la littérature et apprennent à jouer d'un instrument de musique. Adelaida, par exemple, prend des cours de piano dès l'âge de 6 ans.

### Parcours professionnel
En 1941, Adelaida est major de promotion du lycée Khatchatour Abovian. Elle est ensuite admise à l'Institut médical d'État d'Erevan (en). En 1946, elle obtient son diplôme de docteur en médecine avec la mention honorifique magna cum laude. Elle souhaite alors se consacrer  à la recherche.
Plus précisément, elle ressent le besoin de faire progresser les normes en matière d'hygiène dans l'Arménie des années 1940, pour contribuer à l'amélioration de la santé publique et du bien-être général. Elle entre à l'Institut d'hygiène nutritionnelle (en) de Moscou.
En 1956, elle soutient sa première thèse (kandidatsakaia disertatcia) et devient l'une des premières Arméniennes à avoir suivi une formation postdoctorale à Moscou. Le poste d'ambassadrice en Indonésie pour y réorganiser le système de santé lui est alors proposé, mais elle décline l'offre,  préférant exercer en Arménie  où elle devient directrice du laboratoire de nutrition et d'hygiène à Erevan.
En 1976, elle soutient également une thèse de doctorat au terme de 20 années de recherche dans le domaine biomédical. Durant toute sa carrière, elle conseille et forme de nombreux jeunes chercheurs et publie plus de cent articles dans les revues scientifiques internationales.
Elle accorde également des interviews aux radio et télévision d'État pour informer le grand public, tant sur les dangers de la malnutrition, que sur les règles  à respecter pour la préparation des conserves dans le cadre familial afin de prévenir le botulisme.

### Vie privée
En 1962, Adelaida épouse Artavazd Dzvakerian, un ingénieur civil. Ils ont une fille, Anna née en 1963, qui elle-même donne naissance à trois enfants : Asya, Harut et Adelaida, celle-ci ainsi prénommée en l'honneur de sa grand-mère.
Anna s'étant installée aux États-Unis, Adelaida la rejoint en 1998.
Elle meurt des suites d'un cancer foudroyant en 2000. Elle est inhumée au Williamsburg Memorial Park (en), à Williamsburg, en Virginie.

## Publications
- 1959 : Moscou, Nutrition Méthodes permettant de déterminer l'activité vitale des micro-organismes dans la viande en conserve par des réactions fermentaires.
- 1965 : Évaluation hygiénique du traitement thermique des produits à base de viande par le test de la phosphatase.
- 1968 : Méthode sérologique par fluorescence pour le diagnostic des intoxications alimentaires provoquées par le cl. botulinum.
- 1968 : Le chlorure de 2,3,5-trphényltétrasolium (TTC) sert d’indicateur pour l’évaluation des conditions d’hygiène des produits de viande et de poisson crus, semi-finis et prêts à consommer.
- 1969 : Évaluation sanitaire et bactériologique de produits de viande et de poisson crus, semi-finis et prêts à consommer, réalisée à l'aide du test de la résazurine.
- 1970 : Méthodes expresses d'évaluation sanitaire-bactériologique des produits alimentaires. Méthodes rapides de diagnostic du botulisme.
- 1972 : Détermination de la contamination bactérienne secondaire de produits à base de viande au moyen d'un test de détection de la phosphatase acide.